# Primi ministri del Bangladesh
I primi ministri del Bangladesh (in lingua bengali: বাংলাদেশের প্রধানমন্ত্রীদের তালিকা) dal 1971 (data di costituzione del Paese a seguito della separazione dal Pakistan) ad oggi sono i seguenti.

## Lista
| Primo ministro                                        | Primo ministro | Primo ministro           | Partito                                | Elezione            | Inizio          | Fine            |
| ----------------------------------------------------- | -------------- | ------------------------ | -------------------------------------- | ------------------- | --------------- | --------------- |
|                                                       |                | Tajuddin Ahmad           | Lega Popolare Bengalese                |                     | 11 aprile 1971  | 12 gennaio 1972 |
|                                                       |                | Sheikh Mujibur Rahman    | Lega Popolare Bengalese                |                     | 12 gennaio 1972 | 25 gennaio 1975 |
|                                                       |                | Muhammad Mansur Ali      | Bangladesh Krishak Sramik Awami League |                     | 25 gennaio 1975 | 15 agosto 1975  |
| Carica abolita (dal 15 agosto 1975 al 29 giugno 1978) |                |                          |                                        |                     |                 |                 |
|                                                       |                | Mashiur Rahman           | Partito Nazionalista del Bangladesh    |                     | 29 giugno 1978  | 12 marzo 1979   |
|                                                       |                | Shah Azizur Rahman       | Partito Nazionalista del Bangladesh    |                     | 15 aprile 1979  | 24 marzo 1982   |
| Carica abolita (dal 24 marzo 1982 al 30 marzo 1984)   |                |                          |                                        |                     |                 |                 |
|                                                       |                | Ataur Rahman Khan        | Partito Nazionale                      |                     | 30 marzo 1984   | 9 luglio 1986   |
|                                                       |                | Mizanur Rahman Chowdhury | Partito Nazionale                      |                     | 9 luglio 1986   | 27 marzo 1988   |
|                                                       |                | Moudud Ahmed             | Partito Nazionale                      |                     | 27 marzo 1988   | 12 agosto 1989  |
|                                                       |                | Kazi Zafar Ahmed         | Partito Nazionale                      |                     | 12 agosto 1989  | 6 dicembre 1990 |
| Carica abolita (dal 6 dicembre 1990 al 20 marzo 1991) |                |                          |                                        |                     |                 |                 |
|                                                       |                | Khaleda Zia              | Partito Nazionalista del Bangladesh    |                     | 20 marzo 1991   | 30 marzo 1996   |
|                                                       |                | Muhammad Habibur Rahman  | Indipendente                           |                     | 30 marzo 1996   | 23 giugno 1996  |
|                                                       |                | Sheikh Hasina            | Lega Popolare Bengalese                | 1996                | 23 giugno 1996  | 15 luglio 2001  |
|                                                       |                | Latifur Rahman           | Indipendente                           |                     | 15 luglio 2001  | 10 ottobre 2001 |
|                                                       |                | Khaleda Zia              | Partito Nazionalista del Bangladesh    | 2001                | 10 ottobre 2001 | 29 ottobre 2006 |
|                                                       |                | Iajuddin Ahmed           | Indipendente                           |                     | 29 ottobre 2006 | 11 gennaio 2007 |
|                                                       |                | Fazlul Haque             | Indipendente                           |                     | 11 gennaio 2007 | 12 gennaio 2007 |
|                                                       |                | Fakhruddin Ahmed         | Indipendente                           |                     | 12 gennaio 2007 | 6 gennaio 2009  |
|                                                       |                | Sheikh Hasina            | Lega Popolare Bengalese                | 2008 2014 2018 2024 | 6 gennaio 2009  | 5 agosto 2024   |
| Carica vacante (dal 6 agosto all’8 agosto 2024)       |                |                          |                                        |                     |                 |                 |
|                                                       |                | Muhammad Yunus           | Indipendente                           | ad interim          | 8 agosto 2024   | in carica       |